# Романівка (Кам'янець-Подільський район)
Рома́нівка (до 1914 року — Германо-Жорнівка, до 1945 року — Германівка) — село в Україні, у Закупненській селищній громаді Кам'янець-Подільського району Хмельницької області.

## Назва
У 1754 році поміщик Герман Ланг, фільварок якого знаходився на узвишині в північній стороні біля села Голенищеве, заснував нове поселення. Сюди були переселені люди, в основному вільні польські піддані. Герман Ланг багато уваги приділяв санітарії села, ставків і річки Збруч. Не дивно, що річка кишіла рибою, а вода була чистою та прозорою, яку пили люди. Село носило назву Германо-Жорнівка до 1914 року. У 1914 році нащадки пані Ліпської віддали його у володіння лісничому Романові Квятковському, який був родом із села Трибухівці. Новий хазяїн села тут же вніс зміни у назву, якому дав своє ім'я. Таким чином Германо-Жорнівка стала Романівкою [джерело?].

## Географія
Романівка розташована на берегах Збруча серед лісів.

### Клімат
Село знаходяться в межах вологого континентального клімату із теплим літом.

## Історія
Поселення засноване у 1754 році поміщиком Германом Ланге, як його фільварок.
Внаслідок поразки визвольних змагань на початку XX століття, село надовго окуповане російсько-більшовицькими загарбниками.
В 1932–1933 селяни села пережили сталінський геноцид.
4 червня 1945 року село Германівка перейменовано — Романівка. Після завершення Другої світової війни у 1946—1947 роках мешканці села вчергове пережили голод.
З 1991 року в складі незалежної України.
12 червня 2020 року шляхом об'єднання сільських рад, село увійшло до складу Закупненської селищної громади.
17 липня 2020 року, в результаті адміністративно-територіальної реформи та ліквідації Чемеровецького району, село увійшло до складу Кам'янець-Подільського району.

## Населення
Населення села Романівка становить 308 осіб на 2001 рік.

### Мова
У селі поширені західноподільська говірка та південноподільська говірка, що відносяться до подільського говору, який належить до південно-західного наріччя.
100 % населення вказало своєю рідною мовою українську мову.

## Пам'ятки природи
На схід від села у ландшафтному заказнику «Велика і Мала Бугаїха» знаходиться унікальна пам'ятка природи товтра Велика Бугаїха — найвища географічна точка області. Також, село лежить у межах національного природного парку «Подільські Товтри».

## Видатні люди
- Скубашевський Станіслав Валеріанович (1949, Романівка) — український політик, член Партії регіонів (з 2001); Заступник Глави Адміністрації Президента України (з лютого 2010).

## Світлини

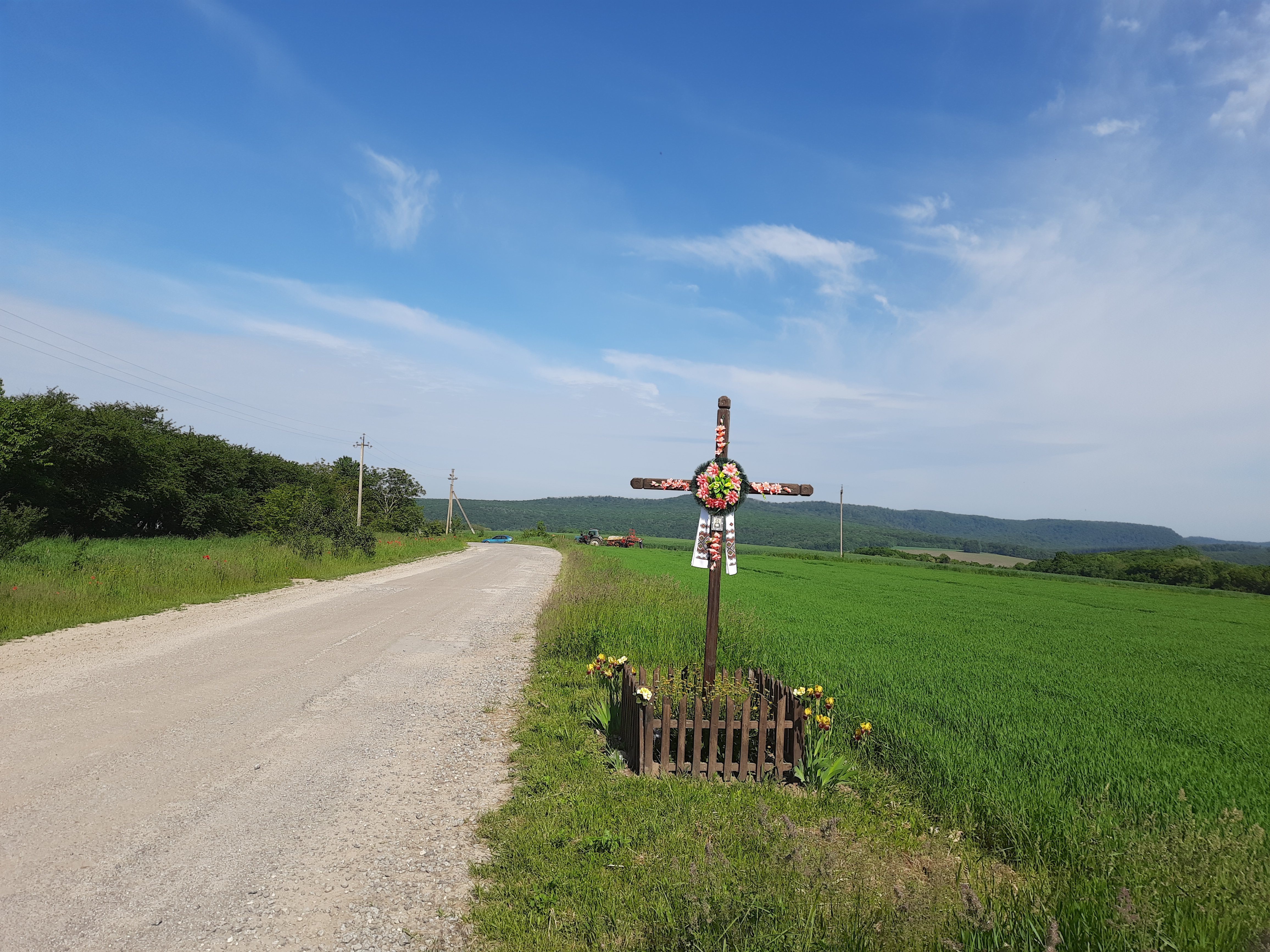
Дорога на село
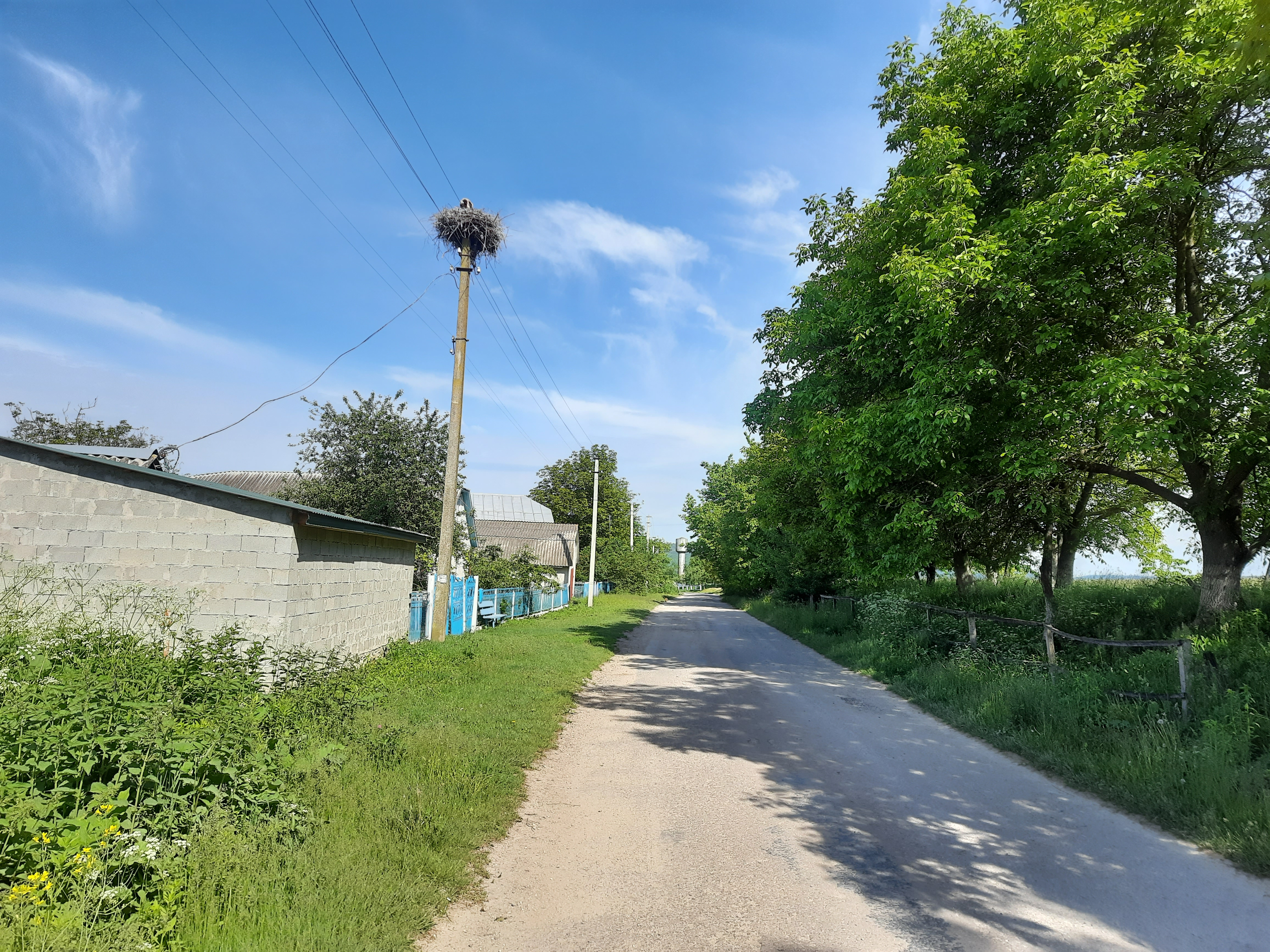
Сільська вулиця
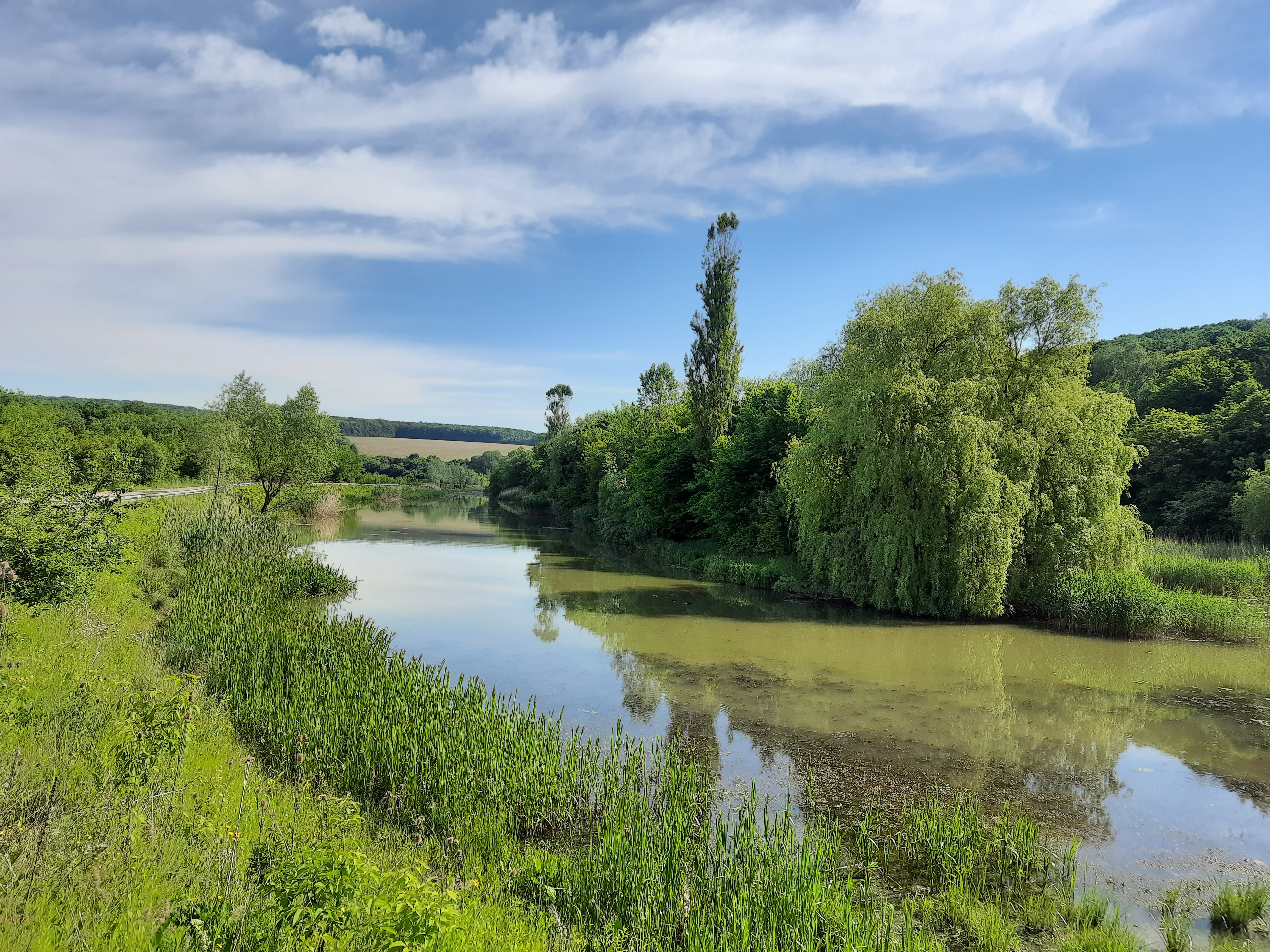
Став біля села